# Blue Hour
«Blue Hour» (en hangul, 5시 53분의 하늘에서 발견한 너와 나) es una canción del grupo surcoreano TXT. Fue lanzada el 26 de octubre de 2020 a través de la discográfica Big Hit y es el pista principal de su tercer miniálbum Minisode 1: Blue Hour (2020).

## Antecedentes
El 7 de octubre de 2020, al desvelarse el listado de canciones del EP, se nombra por primera vez la canción, siendo esta la segunda de las cinco que se presentaron. Entre el 11 y 15 de octubre de 2020 se liberan cinco tráileres de cada uno de los miembros de la agrupación, donde se mostraban diversos extractos del videoclip, anunciando el videoclip de la canción, mientras que el 18 y 20 de octubre se publican dos tráileres grupales, donde se escucha un extracto de la canción y más escenas del videoclip.

## Video musical
En el vídeo musical se pueden apreciar diversos ambientes, los cuales muestran lugares llenos de fantasía y magia al igual que diversos outfits. En el inicio se puede apreciar a los miembros sentados en un árbol, en el que se puede percibir que el otoño ha cobrado fuerza, para posteriormente conducirnos hacia una especie de parque de diversiones, donde se ve una noria y posteriormente un carrusel, este último está repleto de luces y los miembros comienzan a bailar mientras lucen trajes de color pastel, posteriormente se observa un escenario en las alturas y otro donde se ve como el carrusel está rodeado de oscuridad y vemos lanzarse a los integrantes desde la plataforma al abismo, encontrándose con nubes de color rosa para terminar cayendo a un mundo alterno de colores morados y rosas, el cual «está lleno de pinceles gigantes y ardillas con suéter», finalmente se regresa al árbol del inicio, pero esta vez en él solo se encuentra Beomgyu, el cual baja y se aleja de este, dando fin al video musical.

## Promoción
Como parte de su promoción la canción fue presentada en el «Comback Show» que realizaron conjunto al canal de televisión Mnet, posteriormente comienzan con las presentaciones en vivo teelvisadas, donde se presentaría la canción en M Countdown, Music Bank, THE SHOW y Show Champion. Externamente a las presentaciones televisadas, TXT participaría en algunos programas de actividades, donde interpretarían «Blue Hour» en Weekly Idol y MU:TALK. En Spotify la canción fue agregada a la playlist «K-Pop Rising», donde se encuentran varios éxitos actuales del K-Pop como Dynamite o Ice Cream.

## Composición
La letra de la canción «relata cómo una relación que parecía cercana sea trasformado hasta que las personas involucradas pueden parecer desconocidos, sin embargo, los chicos de TXT describen que ellos todavía se sienten de la misma forma que antes, así que esperan que puedan recuperar la conexión con la persona que ahora está lejos», la canción igualmente incluye «las complicadas emociones de asombro y miedo que uno siente al atardecer». La pista incluye sonidos discos, que se mezcla con otros sonidos retros, incluso Yeonjun declaró que «siguiendo los pasos de BTS, queremos mantener la tendencia disco».

## Recepción comercial
La canción consiguió quince números uno en iTunes, incluyendo países como México o Chile. También, en las primeras 24 horas, recibió 565K de reproducciones en Spotify, mientras que en su primera semana consiguió 3.82M. Su video musical recibió 7,96M de reproducciones y 1,65M de likes en sus primeras 24 horas dentro de la plataforma de YouTube.

## Reconocimientos

### Premios en programas de música
| Programa           | Fecha                  | Ref.   |
| ------------------ | ---------------------- | ------ |
| The Show (SBS MTV) | 3 de noviembre de 2020 | [ 18 ] |

## Posicionamiento en listas
| Listas (2020)                      | Mejor posición |
| ---------------------------------- | -------------- |
| Corea del Sur (Gaon Digital Chart) | 98             |
| Corea del Sur (Genie Music)        | 97             |
| Corea del Sur (K-pop Hot 100)      | 66             |
| Japón (Billboard Japan Hot 100)    | 57             |
| (World Digital Song Sales)         | 5              |

## Historial de lanzamiento
| Región | Fecha                 | Formato                     | Discográfica | Ref.   |
| ------ | --------------------- | --------------------------- | ------------ | ------ |
| Varios | 26 de octubre de 2020 | Descarga digital, streaming | Republic     | [ 24 ] |